# Notogomphus lujai
Notogomphus lujai is een libellensoort uit de familie van de rombouten (Gomphidae), onderorde echte libellen (Anisoptera).
De soort staat op de Rode Lijst van de IUCN als niet bedreigd, beoordelingsjaar 2009.
De wetenschappelijke naam van de soort is voor het eerst geldig gepubliceerd in 1934 door Schouteden.